# Darmozjady (album)
Darmozjady – jedyny album muzyczny polskiej punkrockowej grupy Darmozjady.
Muzyka powstała w wyniku współpracy Dariusza Duszy i Lucjana Gryszki. Autorem ("kretyńskich" – według samego ich autora) tekstów był Dariusz Dusza. Materiał na płytę – dwanaście piosenek – powstał w ciągu 3 dni. Wokalistą zespołu został – mimo zdecydowanie negatywnej opinii o swoich możliwościach wokalnych
 – właśnie Dusza. LP wydała wytwórnia Veriton w 1990.

## Muzycy
- Dariusz Dusza – gitara, perkusja, śpiew
- Lucjan Gryszka – gitara basowa, perkusja
- Adam Lomania – instrumenty klawiszowe

## Lista utworów
Strona A
| 1. | "Nie chce mi się" | 4:08  |
|    |                   |       |
| 2. | "Mój flipper gra" | 4:14  |
|    |                   |       |
| 3. | "Maleńki Stasio"  | 5:08  |
|    |                   |       |
| 4. | "Afryka korzenie" | 4:43  |
|    |                   |       |
| 5. | "Jest mi smutno"  | 2:15  |
|    |                   |       |
|    |                   | 20:28 |
|    |                   |       |
Strona B
| 6.  | "Droga redakcjo"      | 2:41  |
|     |                       |       |
| 7.  | "Gdzie są panienki"   | 3:06  |
|     |                       |       |
| 8.  | "Było nas ze dwóch"   | 3:30  |
|     |                       |       |
| 9.  | "Skończ te fanaberie" | 3:08  |
|     |                       |       |
| 10. | "To oni"              | 4:10  |
|     |                       |       |
| 11. | "Dostaję cipca"       | 2:30  |
|     |                       |       |
|     |                       | 19:05 |
|     |                       |       |

## Informacje uzupełniające
- Reżyseria nagrań – Andrzej Lupa, Andrzej Sasin
- Projekt graficzny okładki – Dariusz Borowicz
- Łączny czas nagrań – 39:33